# Nayoka Clunis
Nayoka Clunis (* 7. Oktober 1995 in Kingston) ist eine jamaikanische Leichtathletin, die sich auf den Hammerwurf spezialisiert hat.

## Sportliche Laufbahn
Erste internationale Erfahrungen sammelte Nayoka Clunis, die an der University of Tennessee in den Vereinigten Staaten studierte, im Jahr 2023, als sie bei den Weltmeisterschaften in Budapest mit einer Weite von 58,10 m in der Qualifikationsrunde ausschied. Obwohl sie die geforderter Norm von 74 Metern im Qualifikationszeitraum nicht werfen konnte, schaffte Nayoka Clunis durch ihre Leistungen eigentlich über die World Athletics Rankings die Qualifikation für die Olympische Sommerspiele 2024. Doch die Jamaica Athletics Administrative Association (JAAA) übermittelte ihren Namen nicht an World Athletics. Mittels einer Klage vor dem Internationalen Sportgerichtshof (CAS) wollte sie sich einen Startplatz erkämpfen, aber aufgrund eines Formfehlers wies das Gericht die Klage ab.
In den Jahren 2018 und 2019 sowie 2022 und 2023 wurde Clunis jamaikanische Meisterin im Hammerwurf.